# اتحادیه بین‌المللی دفتر اسناد رسمی
اتحادیه بین‌المللی دفاتر اسناد رسمی (UINL) یک سازمان غیردولتی برای ارتقاء، هماهنگی و توسعه کارکردها و فعالیتهای دفاتر اسناد رسمی در سراسر جهان است. 

## اهداف
- ترویج و به‌کارگیری اصول اساسی نظام اسناد رسمی قانونی و اصول دفتریاری
- نمایندگی دفاتر اسناد رسمی برای همکاری با سازمانهای بین‌المللی
- همکاری با نهادهای ملی و مقامات نهادی در هر کشور
- مطالعه قانون در زمینه فعالیت‌های اسناد رسمی و همکاری برای هماهنگی قوانین ملی در سطح بین‌المللی
- ترویج، سازماندهی و توسعه آموزش‌های فنی و پشتیبانی از کارهای علمی در حوزه اسناد رسمی
- مطالعه و جمع‌آوری قوانین به‌طور منظم در مورد همکاری دفاتر اسناد رسمی
- برگزاری کنگره‌ها، کنفرانس‌ها و جلسات بین‌المللی

## تاریخ
اتحادیه بین‌المللی دفاتر اسناد رسمی (UINL) در سال ۱۹۴۸ توسط ۱۹ کشور تشکیل شده‌است، این سازمان تا تاریخ اوت ۲۰۱۸ شامل ۸۷ کشور که از این تعداد ۲۲ کشور از ۲۸ کشور عضو اتحادیه اروپا و ۱۵ از ۱۹ کشور گروه G20، بنابراین گسترش سیستم حقوقی اروپا را نشان می‌دهد. امروزه تقریباً در ۱۲۰ کشور جهان وجود دارد که ۲/۳ از جمعیت جهان را تشکیل می‌دهد.
کمیته مدیریتی توسط ۲۸ مشاور تشکیل شده‌است، در هیئت تصمیم‌گیری مجمع عمومی اسناد رسمی هر کشور بدون توجه به اهمیت آن، دارای یک رای است. این شورا همچنین شامل یک شورای عمومی است که توسط ۱۷۲ عضو تشکیل شده و کمیسیون‌های قاره ای و بین قاره ای از دیدگاه‌های علمی (آموزش فنی و حرفه ای)، استراتژیک (توسعه)، اقتصادی (شبکه‌ها و فعالیت‌ها) و جامعه‌شناسی (حقوق بشر و حمایت اجتماعی) فعالیت می‌کنند.

## ریاست
این اتحادیه برای مدت سه سال رئیس اتحادیه بین‌المللی اسناد رسمی را انتخاب می‌کند. برای واجد شرایط بودن در انتخابات، یک نامزد باید یک دفتر اسناد رسمی در یکی از اسناد رسمی‌های عضو فعال باشد.

## اعضا
| - آلبانی - الجزایر - آندورا - آرژانتین - ارمنستان - اتریش - بلاروس - بلژیک - بنین - بولیوی - بوسنی و هرزگوین - برزیل - بلغارستان - بورکینافاسو - کامرون - جمهوری آفریقای مرکزی - چاد - شیلی - چین - کلمبیا - جمهوری کنگو - کاستاریکا | - ساحل عاج - کرواسی - کوبا - جمهوری چک - جمهوری دومینیکن - اکوادور - السالوادور - استونی - فرانسه - گابن - گرجستان - آلمان - یونان - گواتمالا - گینه - هائیتی - هندوراس - مجارستان - اندونزی - ایتالیا - ژاپن - کوزوو | - لتونی - لبنان - لیتوانی - لندن ( بریتانیا) - لوکزامبورگ - ماداگاسکار - مالی - مالت - موریتانی - موریس - مکزیک - موناکو - مغولستان - مونته‌نگرو - مراکش - هلند - نیکاراگوئه - نیجر - پاناما - پاراگوئه - پرو - لهستان | - پورتوریکو - پرتغال - استان کبک ( کانادا) - کره جنوبی - مولدووا - مقدونیه شمالی - رومانی - روسیه - سان مارینو - سنگال - صربستان - اسلواکی - اسلوونی - اسپانیا - سوئیس - توگو - تونس - ترکیه - اوکراین - اروگوئه - واتیکان - ونزوئلا - ویتنام |